# Arnes (Nordland)
Pour les articles homonymes, voir Arnes (homonymie).
Arnes est une localité du comté de Nordland, en Norvège.

## Géographie
Administrativement, Arnes fait partie de la kommune de Ballangen.